# Walter Zuber
Friedrich Walter Zuber (* 11. Juni 1943 in Alzey; † 25. Juni 2014 in Mainz) war ein deutscher Politiker (SPD). Als ehemaliger Finanzbeamter war er 14 Jahre lang unter den Ministerpräsidenten Rudolf Scharping und Kurt Beck Innenminister des Bundeslandes Rheinland-Pfalz.

## Politische Tätigkeit
Zuber wurde 1963 Mitglied der SPD. Vom 18. Mai 1971 bis 15. Juni 1982 war er Mitglied des rheinland-pfälzischen Landtags. Vom 15. Juni 1982 bis 30. Juni 1990 war er hauptamtlicher Bürgermeister der Stadt Alzey und vom 1. Juli 1990 bis 21. Mai 1991 Landrat des Landkreises Bad Kreuznach. Bei der Landtagswahl 1996 zog Zuber erneut in den rheinland-pfälzischen Landtag ein und wurde am 21. Mai 1991 vom neuen Ministerpräsident Rudolf Scharping als Innenminister ins Kabinett geholt. Dieses Amt übte Zuber im Kabinett Scharping, Kabinett Beck I, Kabinett Beck II und Kabinett Beck III aus. 
In seine Amtszeit fiel der Einsatz des V-Manns Klaus Steinmetz, mit dem es westdeutschen Behörden erstmals gelang, ins unmittelbare Umfeld der aktiven Kommandoebene der Roten Armee Fraktion (RAF) zu kommen. Durch Steinmetz’ Informationen kam es zum GSG-9-Einsatz in Bad Kleinen, bei dem im Juni 1993 mehrere RAF-Terroristen festgenommen werden sollten und bei dem der GSG-9-Beamte Michael Newrzella vom RAF-Mitglied Wolfgang Grams erschossen wurde. Grams beging kurz darauf Suizid. Zuber versuchte zunächst die Existenz des V-Manns Steinmetz beim rheinland-pfälzischen Verfassungsschutz zu leugnen, um ihn weiter einsetzen zu können. Diese Strategie verstärkte den Eindruck der Öffentlichkeit, dass bei dem fehlgeschlagenen Einsatz Behörden versagt hatten und nicht die Wahrheit sagten, woraufhin Zuber einige Wochen später Steinmetz’ Rolle einräumte.
Zuber pflegte besonders die Partnerschaft zwischen Rheinland-Pfalz und Ruanda. Er besuchte als erster deutscher Politiker nach dem Genozid 1994 das Land.
Im September 2004 hatte Zuber einen seiner letzten öffentlichen Auftritte als Minister. Zwei Wochen später erlitt er einen Schlaganfall. Am 25. Februar 2005 gab er wegen gesundheitlicher Probleme sein Ministeramt ab und erhielt zum Abschied das große Bundesverdienstkreuz. Sein damaliger Staatssekretär Karl Peter Bruch löste ihn als Innenminister ab. 2008 legte Zuber auch sein Landtagsmandat nieder.

## Ehrungen
Zuber erhielt 2005 das Große Verdienstkreuz des Verdienstordens der Bundesrepublik Deutschland und 2006 die Ehrenbürgerwürde der Stadt Alzey. Die Stadt benannte später auch eine Kindertagesstätte nach ihm.
Am 26. Februar 2010 wurde Zuber der Jakob-Steffan-Preis 2010 gegen Rechtsextremismus und für eine starke Demokratie vom Verein Rheinhessen gegen Rechts e. V. verliehen.
Der Behinderten- und Rehabilitationssport-Verband (BSV) Rheinland-Pfalz zeichnete Walter Zuber am 29. September 2011 mit der erstmals vergebenen Auszeichnung PRO EHRENAMT des BSV Rheinland-Pfalz aus. Anlass der Ehrung war das Ausscheiden von Walter Zuber aus dem Amt des Vorsitzenden im Verein zur Förderung des Behindertensports in Rheinland-Pfalz.

## Familie
Walter Zuber war geschieden; er war Vater dreier Kinder. Er starb im Alter von 71 Jahren und wurde in seiner Geburtsstadt Alzey beerdigt.